# Perkins Canyon
Perkins Canyon (in lingua inglese: Canyon Perkins) è un canyon situato alla testa del Ghiacciaio Quonset, tra il Ruseski Buttress e il Monte LeSchack, lungo il versante settentrionale del Wisconsin Range della catena dei Monti Horlick, nei Monti Transantartici, in Antartide.
Il canyon è stato mappato dall'United States Geological Survey (USGS) sulla base di rilevazioni e foto aeree scattate dalla U.S. Navy nel periodo 1959-60.
La denominazione è stata assegnata dall'Advisory Committee on Antarctic Names (US-ACAN), in onore di David M. Perkins, geomagnetista, che faceva parte del gruppo che ha trascorso l'inverno 1961 presso la Stazione Byrd.